# Хоффманн, Роберт
Роберт Шоу Хоффманн или Боб Хоффманн (2 марта 1929, Эванстон, Иллинойс — 6 апреля 2010, Гейтерсберг, Мэриленд) — американский териолог.

## Биография
Боб Хоффманн уже в детстве был страстным любителем природы и неутомимым наблюдателем, он записывал в дневник каждый встречнный вид птиц. Он часто ездил в Филдовский музей естественной истории в центре Чикаго, где работал волонтером и изучал экспонаты. Учитель 5-го класса поощрял его интерес к естественной истории, и когда он поступил в университет, он решил продолжить усиленное изучение биологии. Филип Л. Райт, его студенческий наставник в Университете Монтаны - Миссула и друг на всю жизнь, оказал большое влияние на то, как Хоффманн стал териологом.
Хоффманн начал в качестве студента бакалавриата в Университете Иллинойса в Молин в 1946 году, но затем в 1947 год он перешёл в Университет штата Монтана, потому что там была интересная программа обучения по полевой зоологии.  Когда его родители переехали в Юту, он поступил в Университет штата Юта в 1948 году, где в 1950 году получил степень бакалавра наук. Затем он учился в Калифорнийском университете в Беркли, там в 1954 году он получил степень магистра искусств, а в 1956 г., защитив диссертацию «Колебания численности популяций мелких млекопитающих и дымчатых тетеревов в Калифорнии», получил степень Ph.D..  Его докторская диссертация была основана на трёхлетних интенсивных полевых исследованиях горных полёвок (Microtus montanus), калифорнийских полёвок (Microtus californicus) и дымчатых тетеревов (Dendragapus fuliginosus), в котором он исследовал взаимосвязь между размножением и смертностью, возникающих в результате циклических изменений плотности популяции каждого из видов. Во время учёбы на Хоффманна оказали влияние Альдо С. Леопольд, Фрэнк А. Пителька и Оливер П. Пирсон.
Хотя он наиболее известен как териолог, многие из его ранних публикаций касались различных аспектов экологии дымчатого тетерева (например, он сообщил о влиянии ДДТ на репродуктивную функцию этого вида). Он получил два гранта от Национального научного фонда и стипендию Энни М. Александр от Музея зоологии позвоночных.
Хоффманн давно проявлял интерес к России.  В 1955 году, будучи аспирантом в Беркли, он перевёл на английский язык статью Н. И. Калабухова о динамике численности наземных позвоночных, появившуюся в советском «Зоологическом журнале» в 1947 году, и направил свой перевод в Библиотеку Министерства внутренних дел США в Вашингтоне, округ Колумбия.
В 1955 году Хоффманн стал преподавателем кафедры зоологии Университета Монтаны в Миссуле. В 1957 году ему было присвоено звание ассистента, в 1961 году — доцента, а в 1965 году — профессора. В это время он также был куратором Зоологического музея, где расширил исследовательскую коллекцию и опубликовал многочисленные статьи о млекопитающих и птицах Монтаны.
В 1963 году Хоффманн получил возможность работать в Советском Союзе. Он и его семья провели 10 месяцев в Ленинграде в рамках обмена между Национальной академией наук и Академией наук СССР. Он работал в Зоологическом музее в Ленинграде. На протяжении всей своей карьеры он продолжал активно сотрудничать с выдающимися российскими, а затем и китайскими исследователями млекопитающих.
В 1968 году он перешёл на работу в Канзасский университет в качестве куратора млекопитающих в Музей естественной истории и профессора зоологии, где он занимал несколько административных должностей, в том числе должность заведующего кафедрой Систематики и Экологии, заместителя заведующего кафедрой Науки о жизни, а также заместителя декана Колледжа свободных искусств и наук. Хоффманн был удостоен звания почетного профессора Саммерфилда, высшей награды для преподавателей Канзасского университета.
Цель исследования Хоффманна заключалась в том, чтобы определить степень и эволюционное происхождение разнообразия млекопитающих, которое он всегда помещал в строгий биогеографический контекст. Он быстро освоил новые методы, которые позволили открывали новые перспективы, в том числе многомерный морфометрический анализ, кариологический анализ, электрофорез белков, кладистический анализы и методы секвенирования ДНК. Хоффманн был одним из первых, кто включил спутниковые снимки Landsat и пространственное моделирование в картирование и оценку мест обитания диких животных. Он также преподавал филогенетическую систематику и поощрял своих учеников изучать методы и проводить собственные исследования интересующих их групп, а также развивал исследования по исторической биогеографии.
Фокус его исследований был географически сосредоточен на Голарктике. Он и его ученики и сотрудники провели обширные полевые исследования в Северной и Центральной Азии (особенно в Советском Союзе) и в Северной Америке. Хоффманна особенно интересовали миграции млекопитающих через Берингию и роль этих миграций в формировании биоразнообразия голарктической фауны. В частности, он провел подробные исследования по систематике голарктических млекопитающих (особенно землероек, зайцеобразных, наземных беличьих и полёвок), а также по плейстоценовые колебания климата, история растительности и геологическая история Берингии.
Хоффманн перешёл в Смитсоновский институт в 1986 году, где принял пост директора Национального музея естественной истории. В 1988 году он был назначен помощником министра по исследованиям, а в 1990 году — помощником министра по науке.  Осенью 1994 года секретарь Смитсоновского института Ира Майкл Хейман реорганизовал исполнительную администрацию учреждения и назначил Хоффманна первым Провостом. Во время своего пребывания в этой должности он был также с мая 1995 года по июль 1996 года по совместительству заместителем директора Национального музея воздухоплавания и астронавтики. Летом 1996 года он был награждён золотой медалью министра за выдающиеся заслуги. Затем он вернулся в Музей естественной истории в качестве старшего научного сотрудника и занялся исследованиями в Отделе млекопитающих Департамента зоологии позвоночных. В течение десяти лет в качестве старшего администратора Смитсоновского института Хоффманн укрепил исследовательскую программу учреждения, расширив программу научных исследований, три лаборатории молекулярной систематики в Смитсоновском центре тропических исследований, в Национальном зоологическом парке и в Национальном музее естественной истории, увеличил научный персонал в Смитсоновском центре экологических исследований в Эджуотере, штат Мэриленд, и обеспечил федеральное финансирование для новых междисциплинарных программ «Происхождение человека», «Арктические исследования», «Археобиология», «Биоразнообразие» и «Эволюция наземных экосистем». В Национальном музее естественной истории он провел исследование стратегического планирования, которое подготовило музей к серьёзным изменениям, включая создание офиса развития, национального совета и упрощенной административной структуры. Во время своего пребывания на посту помощника министра по исследованиям он помог основать несколько межведомственных инициатив, призванных объединить научный персонал учреждения, включая Институт биологии сохранения и действующий Конгресс ученых, созданный по образцу советов преподавателей университетов.
Хоффманн ушел на пенсию 1 ноября 2003 году, выполнив свои обязанности научного консультанта по экспонатам в зале млекопитающих Кеннета Э. Беринга. Он продолжил свои исследовательские проекты по млекопитающим России и Китая и помогал студентам в их исследованиях. Хоффманн был важным членом «Американского общества маммологов» (ASM), к которому он присоединился в 1955 году. Он работал директором, вице-президентом, президентом с 1978 по 1980 год, редактором «Journal of Mammalogy» и членом или председателем ряда комитетов. Он был особенно активен в Комитете по международным отношениям, который он возглавлял с 1964 по 1968 год и с 1972 по 1978 год. Хоффманн был решительным сторонником привлечения студентов в ASM, и во время его президентства был создан Комитет по образованию и студентам. Он стал почетным членом ASM в 1996 году, а в 2007 году получил премию К. Харта Мерриама за выдающиеся исследования в области науки о млекопитающих. Благодаря своим исследованиям в России, знакомству с российскими учеными и знанию языка он сыграл решающую роль в установлении первой связи между ASM и российскими исследователями млекопитающих.
Интерес Хоффманна к России и голарктическим млекопитающим побудил его организовать симпозиум под названием «Российско-американские обмены в науке о млекопитающих» на собрании ASM в 1960 году. Он положил начало 1-му Международному териологическому конгрессу в Москве в 1974 году. После десяти месяцев работы научным сотрудником по обмену Национальной академии наук в Музее в Санкт-Петербурге в 1963—1964 годах он начал свою многолетнее исследовательское сотрудничество с российскими учеными, в частности с Николаем Николаевичем Воронцовым из Российской академии наук. Его хромосомные исследования эволюции голарктических сусликов, часто в сотрудничестве с Чарльзом Ф. Надлером из Медицинской школы Северо-Западного университета, привели к ряду важных статей. Эти международные связи способствовали интересу Хоффманна к другим голарктическим млекопитающим, включая землероек и полевок, а также его интересу к четвертичным исследованиям. Хоффманн был представителем Национальной академии наук в Национальном комитете Международного союза четвертичных исследований (INQUA) в течение двенадцати лет, в том числе пять лет в качестве председателя. Помимо других должностей в Национальной академии наук он был членом Совместной комиссии США и СССР по научной политике Национальной академии наук с 1974 по 1982 год, членом Совместной комиссии США и СССР по научной политике Национальной академии наук и с 1970 по 1975 год членjv Консультативного комитета Национальной академии наук по СССР и Восточной Европы. После перехода в Смитсоновский институт его исследовательские интересы распространились на Китай. Он был членом оргкомитета первого Азиатско-Тихоокеанского симпозиума по маммологии, состоявшегося в Пекине в 1989 году, членом редколлегий двух китайских изданий, а также в течение нескольких лет членом Международного совета музеев.
Хофманн был членом оргкомитета первого Международного териологического конгресса в Москве в 1974 году и ещё 4 года был членом президиума конгресса. Он был активным членом ряда других профессиональных обществ, в том числе Общества зоологической систематики (ныне Общество биологов-систематиков), президентом которого он был в 1988 году. Он работал консультантом или членом многочисленных национальных и международных научных комитетов и был членом редакционной коллегии журнала Acta Zoologica Sinica. Он был членом обществ Phi Kappa Phi, Sigma Xi и Phi Sigma, а также членом Американской ассоциации содействия развитию науки. В 1988 году он получил степень почётного доктора Университета штата Юта. Он также был почётным членом Териологического общества СССР и иностранным членом Российской академии естественных наук.
Хоффманн был редактором и сопереводчиком на английский язык нескольких томов сводки под редакцией В. Г. Гептнера «Млекопитающие Советского Союза» и опубликовал большое количество рецензий на русские книги о дикой природе в соответствующих англоязычных журналах. В 1982 году он написал разделы о Зайцеобразных и Наземных беличьих в первом и втором изданиях справочника «Mammal Species of the World».
Хоффманн опубликовал около 250 научно-исследовательских работ и книг. Он проводил полевые исследования по всему миру, особенно в Аляске, Канаде, Советском Союзе и Китае, включая Тибет.

## Частная жизнь
Хоффманн женился на Салли Энн Монсон, студентке музыкального факультета Университета штата Юта, в 1951 году. От этого брака родились трое сыновей и дочь.

## Память
Российскими исследователями в честь Р. Хофманна назван вид пищухи — Ochotona hoffmanni, обитающий в Монголии и на хребте Эрмана в России.